# Halsnæs Kommune
Halsnæs Kommune ist eine dänische Kommune in der Region Hovedstaden. Auf einer Fläche von 121,90 km² leben dort 31.466 Einwohner (Stand 1. Januar 2023). Der Name Halsnæs kommt von der Halbinsel Halsnæs im westlichen Teil der Kommune. Die Halsnæs Kommune liegt am Ostufer des Ausganges des Isefjordes und umfasst den westlichen Teil des größten Binnensees Dänemarks, des Arresø, sowie die 71 Hektar große Insel Hesselø im Kattegat, etwa 30 km nördlich von Korshage.
Die Kommune entstand bei der Kommunalreform am 1. Januar 2007 aus dem Zusammenschluss der früher eigenständigen Kommunen Frederiksværk und Hundested im Frederiksborg Amt zur neuen Frederiksværk-Hundested Kommune. Diese wurde am 1. Januar 2008 in Halsnæs Kommune umbenannt.

## Ortschaften und Kirchspielsgemeinden in der Kommune
Auf dem Gemeindegebiet liegen die folgenden Kirchspielsgemeinden (dän.: Sogn) und Ortschaften mit über 200 Einwohnern (byer nach Definition der dänischen Statistikbehörde), bei einer eingetragenen Einwohnerzahl von Null hatte der Ort in der Vergangenheit mehr als 200 Einwohner:
| Nr. | Kirchspiel                  | Einwohner | Ortschaft                                 | Einwohner     |
| --- | --------------------------- | --------- | ----------------------------------------- | ------------- |
|     | Frederiksværk-Vinderød Sogn | 9.501     | Frederiksværk Vinderød                    | 12.815 1.061  |
|     | Kregme Sogn                 | 4.488     |                                           |               |
|     | Melby Sogn                  | 4.676     | Evetofte Liseleje Melby                   | 365 2.493 764 |
|     | Torup Sogn                  | 9.515     | Hundested Torup                           | 8.520 375     |
|     | Ølsted Sogn                 | 3.201     | Ølsted Ølsted Strandhuse Ølsted Sydstrand | 1.938 200 302 |

1. ↑  
Frederiksværk-Vinderød Sogn wurde am 1. Juli 2014 durch Zusammenlegung von Frederiksværk Sogn und Vinderød Sogn gebildet. Dies bezieht sich nur auf die kirchlichen Belange. In ihrer Eigenschaft als Matrikelsogne, also als Grundbuchbezirke der Katasterbehörde Geodatastyrelsen, wirken sich seit Abschaffung der Hardenstruktur 1970 solche Änderungen nicht mehr aus.
2. 1 2 3 4  
Das ehemalige Kommunenzentrum Frederiksværk erstreckt sich mittlerweile auch über die Kirchspiele Kregme und Melby.
3. ↑  
Ølsted Strandhuse hatte 2019 erstmals weniger als 200 Einwohner.

## Sehenswürdigkeiten
- Torup Kirke

## Entwicklung der Einwohnerzahlen
- 2007: 30.798
- 2008: 30.824
- 2009: 31.013
- 2010: 31.077
- 2023: 31.466